# Tortula linearis
Tortula linearis là một loài rêu trong họ Pottiaceae. Loài này được (Sw. ex F. Weber & D. Mohr) Sw. ex Mitt. mô tả khoa học đầu tiên năm 1869.